# Luis Miranda Rivera
Luis Miranda Rivera, O. Carm. (n. San Juan, Puerto Rico, 24 de enero de 1954) es un obispo católico, filósofo y teólogo puertorriqueño.

## Biografía
Nacido el día 24 de enero del año 1954, en el barrio de Santurce de la capital puertorriqueña.
Se unió a la orden de Nuestra Señora del Monte Carmelo (O. Carm.), más conocida como orden de los Carmelitas, siendo ordenado sacerdote en 1984 en la parroquia Santa Teresita de su barrio, a manos del por entonces cardenal-arzobispo metropolitano de San Juan de Puerto Rico, Luis Aponte Martínez..
Realizó sus estudios de filosofía por la Universidad Central de Bayamón (UCB) y después se trasladó a España para realizar sus estudios de teología en la Universidad Pontificia de Salamanca (UPSA).

Tras su ordenación ejerció como vicepárroco en la ciudad de Madrid. A su vuelta a Puertorrico desempeñó el mismo puesto en la localidad de Mayagüez y en la ciudad de San Juan de Puerto Rico.
Posteriormente fue elegido como párroco de su barrio y al mismo tiempo también ejerció de vicario episcopal de la zona pastoral de San Juan-Santurce, miembro del consejo de sacerdotes, del consejo pastoral y del consejo ejecutivo de la arquidiócesis metropolitana de San Juan de Puerto Rico.
El día 16 de mayo de 2020, fue nombrado obispo de la diócesis de Fajardo-Humacao, en sucesión de Eusebio Ramos Morales, realizando un acto de presentación en la catedral de Santiago Apóstol en Fajardo.